# Lacrimas Profundere
Lacrimas Profundere — німецький готик-метал і готик-рок (раніше дум-метал) гурт, заснований 1993 року гітаристом Олівером Ніколасом Шмідом. У той час гурт перебував під сильним впливом дум-металу та містив жіночий вокал і елементи класики. За участю вокалістки Ані Хьотцендорфер вони підготували до випуску свій дебютний альбом … And the Wings Embraced Us у 1995 році. Згодом були ще декілька альбомів під лейблом Napalm Records. Першою платівкою, яка отримала реальний міжнародний успіх, стала Burning: A Wish 2001 року. На цьому альбомі класичні елементи були остаточно забуті, зате з'явився чистий баритон Крістофера Шміда, брата Олівера. Того ж року група починає своє перше міжнародне турне Європою та Латинською Америкою. Відтоді вони досягли помірного успіху, який супроводжувався постійним дистанціюванням від хеві-металу в гонитві за тим, що вони самі визначають як rock 'n sad.

## Історія

### Початки
Історія починається з 1993 року завдяки Оліверу Ніколасу Шміду та його захоплення дум/дез-метал-гуртом Paradise Lost, особливо альбомом Shades Of God 1992 року, який глибоко вплинув на створення групи. Спочатку він хотів знайти групу, щоб грати в ній, але оскільки не зміг, то вирішив заснувати свій колектив, і завдяки цьому народилася Lacrimas Profundere. Ця назва в перекладі з латини означає «проливати сльози».
Після кількох місяців гри без вокаліста вони довгий час провадили безуспішні пошуки потрібної людини, але марно. Врешті Олівер запросив свого брата Крістофера Шміда приєднатися до гурту, щоб разом почати запис майбутнього матеріалу.
Перший альбом …And the Wings Embraced Us був записаний у 1994 році і вийшов наступного року.. Спочатку вони думали про демо-касету, але після записів і отриманого від роботи задоволення, вирішили випустити матеріал на лонгплеї (LP). …And the Wings Embraced Us фінансувався власними коштами, аж доки через кілька місяців звукозаписний лейбл Perverted Taste Records не запросив Lacrimas Profundere до своїх лав, аби почати розповсюдження компакт-дисків та залучити гурт до музичного бізнесу.
Виходячи на цей рівень, Олівер отримував допомогу своєї сім'ї.

### Перша формація
Після довгих років попередньої підготовки, Lacrimas Profundere у 1995 році мала вельми різноманітний список інструментів, що належать до стилю doom/death metal, а саме:
- Олівер Ніколас Шмід: соло-гітара
- Крістофер Шмід: вокал
- Аня Гетцендорфер: скрипка та жіночий вокал
- Єва Штегер: флейта і клавішні
- Маркус Леппер: бас
- Крістіан Грайсбергер: ударні
- Ману Ерліх: ритм-гітара.

### Етап doom metal

#### …And the Wings Embraced Us(1995—1997)
З дебютом …And the Wings Embraced Us Lacrimas Profundere почали шлях у світ музики, використовуючи класичні інструменти в поєднанні з агресивним death/doom і меланхолійною атмосферою, дуже схожою на Paradise Lost або ранні твори Anathema. Однак, незважаючи на ці впливи, Lacrimas Profundere зміг створити власну марку, або звучання, оскільки до того моменту ніхто не придумав формули об'єднання класичних інструментів з англійським death/doom'ом. Водночас зрозуміло, що Lacrimas Profundere — це група, яка тільки починала свій шлях у музичному бізнесі, тому були очевидними незадовільний продакшн та деякі незв'язні рифи. Згодом гурт почав набиратися досвіду та розвиватися у створенні пісень.
…And the Wings Embraced Us був перевиданий у 2003 році російським лейблом Irond Records та мексиканським лейблом Scarecrow Records у 2002 році разом із La Naissance D'Un Rêve у форматі digipack.

#### La Naissance D'Un Rêve(1997—1999)
Після … And the Wings Embraced Us група вирішила випустити другий альбом, усунувши прогалини та неузгодженості під час написання попереднього. La Naissance D'Un Rêve, що вийшов 1997 року, запропонував краще звучання інструментів і взагалі кращу якість звуку завдяки скрипкам, жіночому голосу, гроулінгу та більшому використанню клавішних. Слід зазначити, що на цьому альбомі було вдосконалено «гарчання» Крістофера, що стало набагато більш чутним і зрозумілим.

#### Memorandum(1999—2001)
Закінчивши La Naissance D'Un Rêve, Lacrimas Profundere вирішили випустити третій альбом у 1999 році, уклавши контракт з Napalm Records. На цьому альбомі вплив Anathema став ще більш помітним, ніж на попередніх двох. Якщо на них в основному впливали Gothic групи Paradise Lost і Serenades групи Anathema, то тут звучання стало менш важким, наближуючись до The Silent Enigma і Eternity тієї ж Anathema, що помітно в налаштуванні гітар. З іншого боку, клавішні стали більш важливими, тепер вони є головним двигуном атмосфери, що відсуває класичні інструменти на другий план, на додаток до зменшення гроулінгу.

### Етап готичного металу

#### Burning: A Wish(2001—2002)
Після короткої річної перерви, Lacrimas Profundere почали запис свого наступного альбому протягом трьох місяців, а саме в жовтні, листопаді та грудні 2001 року, а наступного року почали його розповсюдження. Під час запису матеріалу стався вихід Ані Хьотцендорфер, тож її місце потребувало заміни, і до складу увійшов вокаліст Алев. Також після виходу барабанщика Лоренца Гемахера та басиста Маркуса Лаппера група шукала нових музикантів, тому вони знайшли двох практиків свого стилю, Віллі Вурма та Ріко Гальваньо, обидва колишні учасники Darkseed. Разом вони запропонували альбом покращеної якості, з дотриманням атмосфери та меланхолійного звучання, характерних для їхніх попередніх робіт.
Burning: A Wish став першим альбомом Lacrimas Profundere з великим міжнародним успіхом, і група почала думати про майбутній тур. У цьому альбомі вони, за їхніми власними словами, попрощалися зі старим стилем doom і тим самим започаткували нову концепцію.

#### Fall, I Will Follow (2002—2004)
Після міжнародного успіху Burning: A Wish група відчула, що вичерпала всі свої можливості в готик-металі, і їм потрібно шукати нові горизонти, зокрема в нових впливах, таких як HIM, Monster Magnet, The 69 Eyes, The Doors тощо. У результаті Fall, I Will Follow став першим релізом Lacrimas Profundere, який потрапив у світло ЗМІ.
Fall, I Will Follow став альбомом місяця з ТОП-15 протягом двох тижнів на німецькому радіо, він також був помічений у Сполучених Штатах, здобувши місце в ТОП-20. Fall, I Will Follow — найбільш експериментальний альбом Lacrimas Profundere, тому що, з однієї сторони це готичний метал, але він також має фрагменти стоунер-металу.

### Етап готичного року

#### Ave End(2004—2006)
В середині 2004 року вийшов альбом Ave End, що повністю відмовився від жанру doom metal і поєднав у собі готичний і меланхолійний рок. Альбом був записаний на студії Lungfull та виданий на студії Finnvox під експертним керівництвом Міки Юссіла.
Відео на пісні «Ave End» і «Amber Girl» транслювали такі великі німецькі телеканали, як Viva, Viva Plus, Onyx TV, King Channel тощо. Потому рушив тур Німеччиною та інший тур з фінським готичним рок-гуртом The 69 Eyes у 2005 році. Гурт продовжив подорож літнім фестивальним сезоном.

#### Filthy Notes for Frozen Hearts(2006—2008)
У 2006 році Lacrimas Profundere повертаються з новим альбомом Filthy Notes for Frozen Hearts, спродюсованим Джоном Фраєром, який працював з такими відомими гуртами, як HIM, Nine Inch Nails, Paradise Lost, Cradle of Filth, Depeche Mode.
Платівка записана в Мюнхені, зведена в Лондоні та на знаменитій студії Finnvox у Гельсінкі. Видано сингл Again It's Over, який протягом 6 тижнів входив до німецького ТОП-20, забезпечивши гурту дуже хорошу репутацію на гот-рок-сцені. Згодом Lacrimas Profundere супроводжували Lacuna Coil у турі Німеччиною та Австрією.

#### Songs For The Last View(2008—2010)
Після оновлення гурту Lacrimas Profundere повертається до студій у Німеччині під керівництвом Джона Фраєра, щоб почати запис нового альбому під назвою Songs For The Last View. Цей альбом буде охоплювати повністю оновлену концепцію з новими баченнями, але з дотриманням деяких попередніх і початкових стандартів.
Вокаліст Роберто Вітакка став чудовою основою для нового стилю Lacrimas Profundere, зі схожим на попередника голосом.
Невелика поява Крістофера Шміда в деяких вокальних репліках приємно здивувала шанувальників. Його можна почути в таких піснях, як «And God's Ocean» і «Sacrificial Lamb».
У Songs For The Last View вийшов п'ятий відеокліп групи під назвою «A Pearl», а незабаром, в середині 2009 року, з'явився шостий на пісню «And God's Ocean».

### Новий склад
Крістофер Шмід
9 квітня 2007 Lacrimas Profundere оголошує про вихід вокаліста Крістофера Шміда зі складу гурту. Ось що сказав Крістофер:
Я не можу поєднати постійний стрес (гастролі, концерти та звичайну турбулентність музичного бізнесу) зі своїм нормальним життям і своїм майбутнім. Я буду продовжувати підтримувати групу як автор текстів і композитор, а також забезпечуватиму деякі вокальні лінії для майбутніх альбомів.
Крістіан Штайнер і Даніель Лехнер
Через кілька місяців після Крістофера басист Даніель Лехнер і клавішник Крістіан Штайнер оголосили, що залишають групу з особистих причин, які вони не розголошували публіці. Крістіан залишив гурт без мелодійного звуку клавішних, тож він був дуже важливим членом Lacrimas Profundere від початку. Однак, ці зміни дали Lacrimas нову передумову повного оновлення.
Пітер Кафка
У середині 2007 року Lacrimas Profundere зробили оголошення, щоб знайти нового вокаліста. Після серії прослуховувань Пітер Кафка приєднався до колективу. Будучи включеним як вокаліст на помірно короткий термін, йому вдасться виступити на деяких фестивалях, щоб пізніше стати на шлях басиста групи.
У 2010 році Пітер Кафка залишив групу, мотивуючи це наявністю у нього інших проєктів.
Роб Вітакка
До гурту приєднався Роберто Вітакка (вокаліст німецької групи Lost), котрий має інакший голос, але водночас схожий на Крістофера Шміда. Вітакка до того вже брав участь у нещодавніх виступах у Берліні, отримавши визнання публіки.

### Подальша історія
Альбом Antiadore вийшов 24 травня 2013 року з двома музичними відео на «My Release in Pain» і «Antiadore», і він був останнім на контракті з Napalm Records.
У червні 2016 року Lacrimas Profundere підписали контракт з новим лейблом Oblivion/SPV, з яким вони співпрацювали у виробництві та розповсюдженні свого одинадцятого студійного альбому Hope is Here, виданого 12 серпня 2016 року. З його випуском група трохи відійшла від своїх класичних готичних тенденцій на користь звучання, яке більше нагадує альтернативний рок. Після випуску Hope is Here гурт гастролював Німеччиною та Австрією.
У травні 2018 року Олівер Шмід оголосив через соціальні мережі та на веб-сайті гурту, що Роб Вітакка вирішив залишити гурт у пошуках інших музичних проектів: «LACRIMAS просто не можуть працювати без повної та постійної відданості. І забезпечувати повний робочий час Роб не може». Гурту знадобилося зовсім небагато часу, щоб знайти нового вокаліста Джуліана Ларре, який також є одним із засновників фінського гурту Lessdmv.
Відзначаючи своє 25-річчя, гурт повернувся до витоків із більш готичним звучанням і гроулінгом на платівці Bleeding the Stars. Це був перший альбом за участю їх нового вокаліста Джуліана Ларре.

## Склад

Виступ Lacrimas Profundere наживо на Rockharz 2019, Німеччина
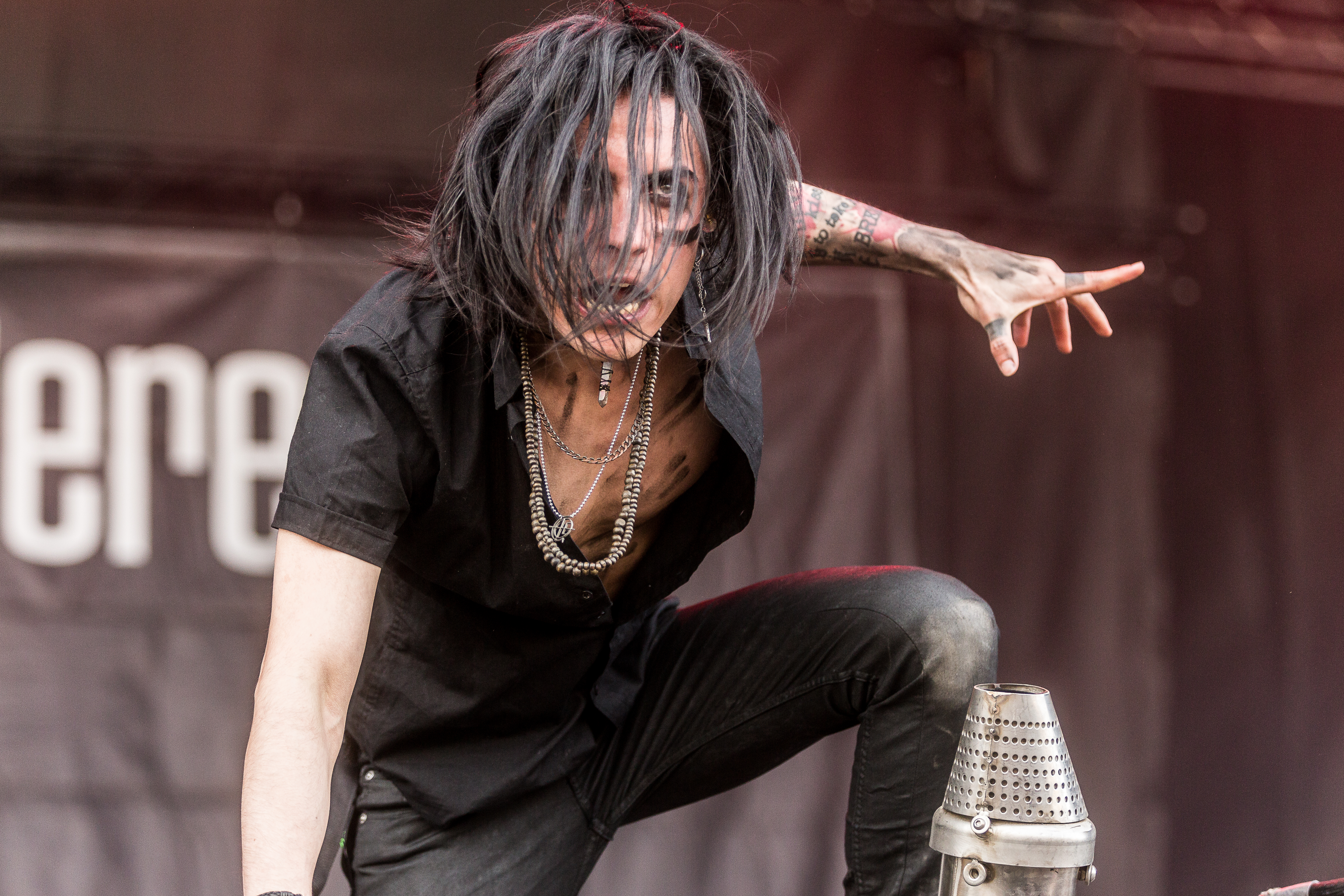
Співак Джуліан Ларре
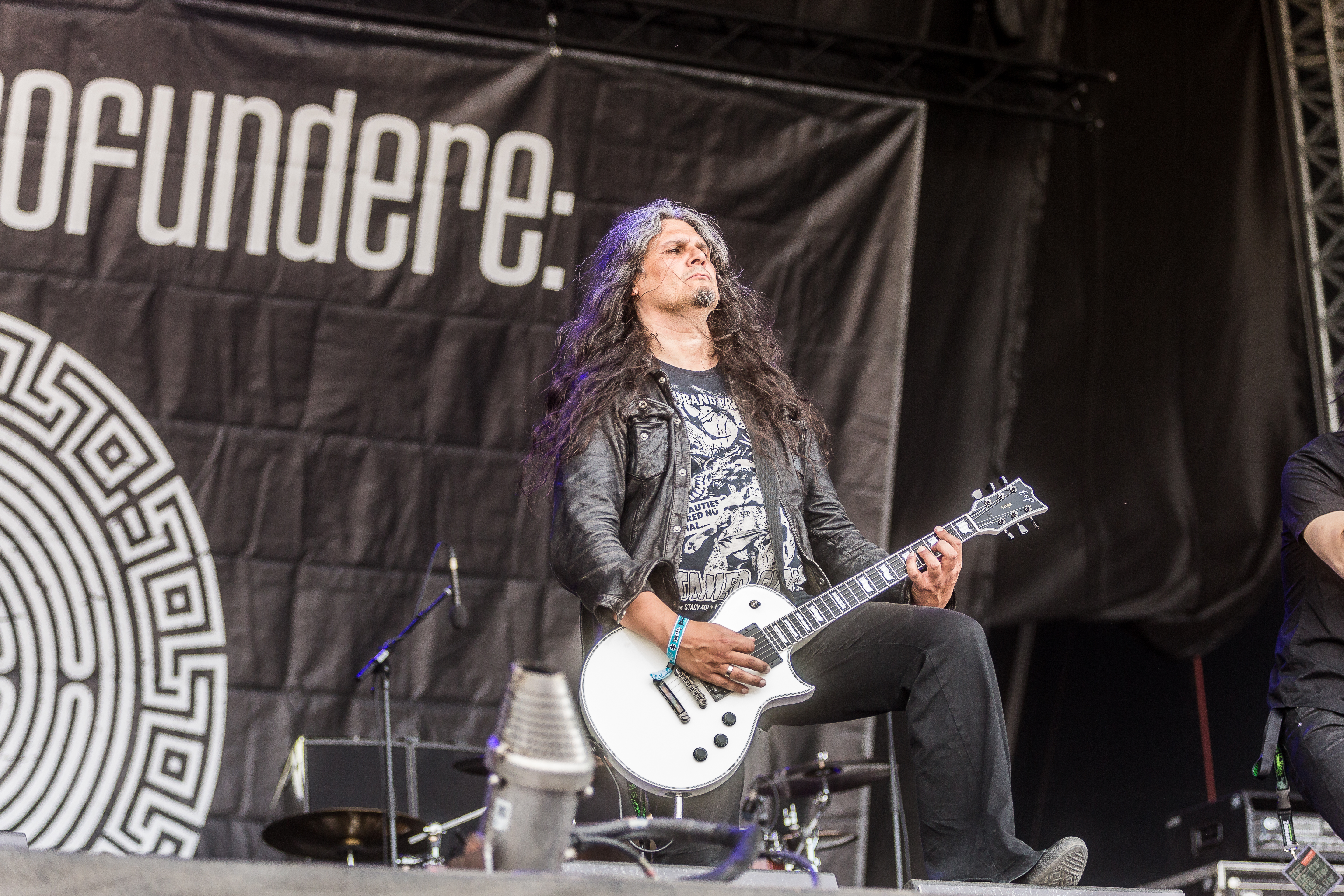
Гітарист Олівер Ніколас Шмід
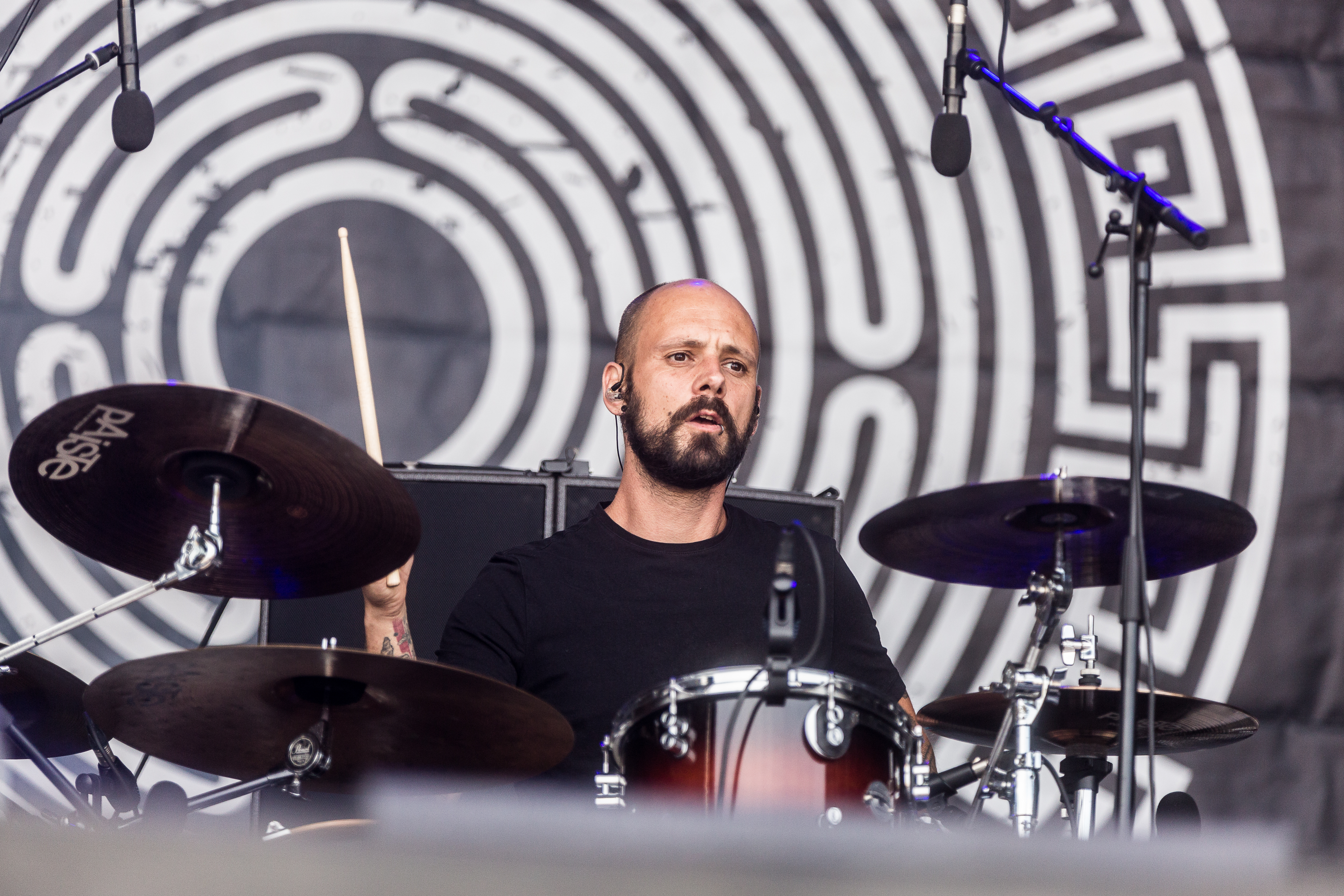
Барабанщик Домінік Шольц
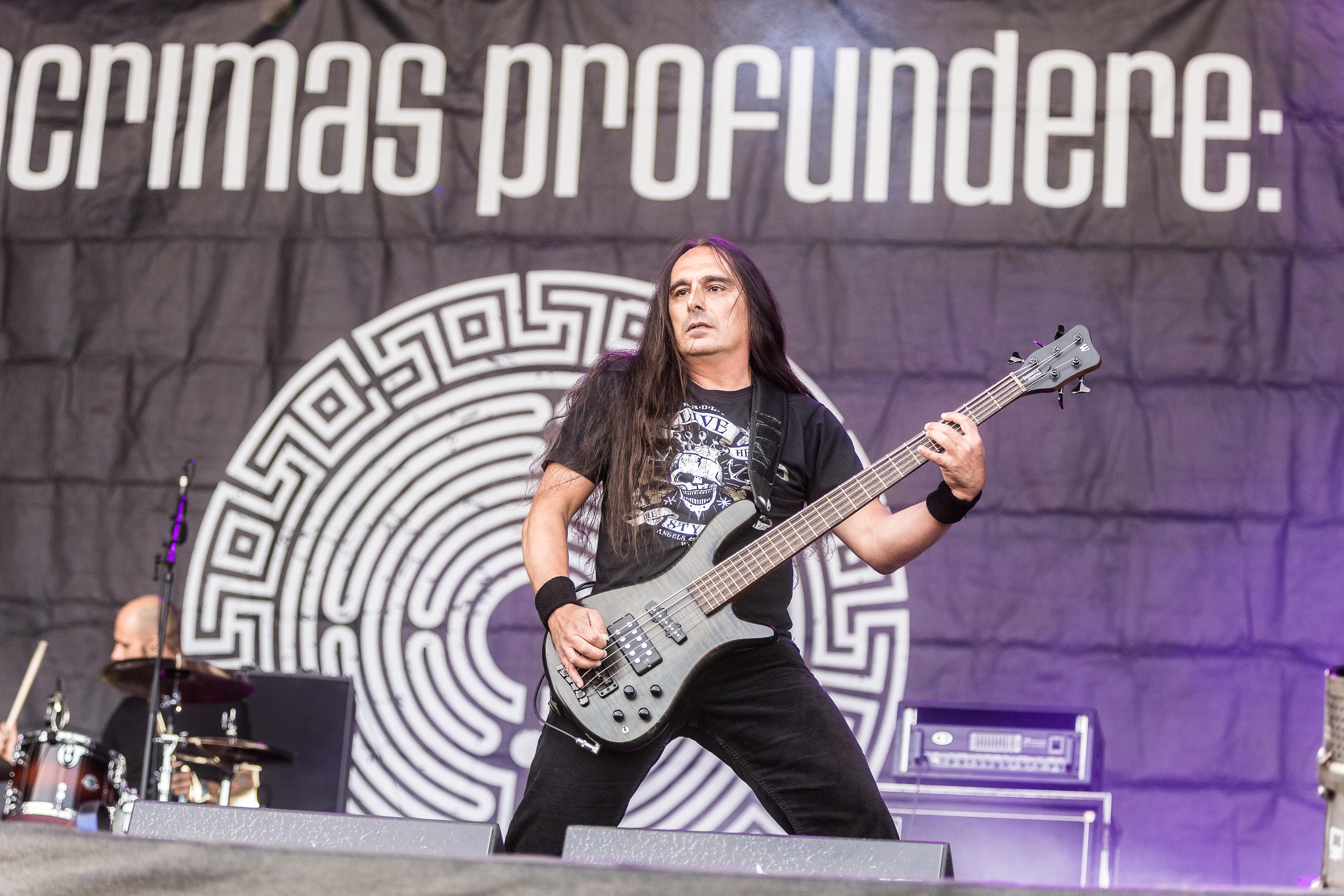
Басист Ілкер Ерсін

### Поточні учасники
- Джуліан Ларре — чистий і екстремальний вокал (з 2018)
- Олівер Ніколас Шмід — соло-гітара, клавішні, музика (з 1993)
- Домінік Шольц — барабани (2010—2013, з 2018)
- Ілкер Ерсін — бас (з 2019)

### Колишні учасники
- Крістофер Шмід — головний вокал (1993—2007)
- Маркус Леппер — бас (1994—1999)
- Крістіан Грайсбергер — барабани (1994—1996)
- Мануель Ерліх — ритм-гітара (1994—1995)
- Єва Штегер — флейта, клавішні (1995—1997)
- Крістіан Штайнер — клавішні (1995—2007)
- Аня Хоцендорфер — скрипка, жіночий вокал (1995—2000)
- Штефан Рандельсхофер — ритм-гітара (1996)
- Штефан Айрайнер — барабани (1997—1998)
- Марко Прашбергер — ритм-гітара (1997—2002)
- Лоренц Гемахер — барабани (1998—1999)
- Урсула Шмідхаммер — арфа (1998—2000)
- Віллі Вурм — барабани (1999—2005)
- Ріко Гальваньо — бас (2000—2003)
- Крістіан Фрайтсмідль — ритм-гітара (2002—2005)
- Даніель Лехнер — бас (2003—2007, 2018—2019)
- Корль Фурманн — барабани (2005—2010)
- Тоні Бергер — ритм-гітара (2005—2018)
- Пітер Кафка — бас, бек (2007—2010), головний вокал (2007)
- Роб Вітакка — провідний вокал (2007—2018)
- Клеменс Шепперле — бас (2013—2018)
- Крістоп Шепперле — барабани (2013—2018)

## Дискографія

### LP
| Рік  | Назва                          | Формат |
| ---- | ------------------------------ | ------ |
| 1996 | … And the Wings Embraced Us    | LP     |
| 1997 | La Naissance D'Un Rêve         | LP     |
| 1999 | Memorandum                     | LP     |
| 2001 | Burning: A Wish                | LP     |
| 2002 | Fall, I Will Follow            | LP     |
| 2004 | Ave End                        | LP     |
| 2006 | Filthy Notes for Frozen Hearts | LP     |
| 2008 | Songs For The Last View        | LP     |
| 2010 | The Grandiose Nowhere          | LP     |
| 2013 | Antiadore                      | LP     |
| 2016 | Hope Is Here                   | LP     |
| 2019 | Bleeding The Stars             | LP     |

### Сингли/демо
| Рік  | Назва                       | Формат |
| ---- | --------------------------- | ------ |
| 1997 | The Crown of Leaving        | Демо   |
| 1998 | The Embrace and the Eclipse | Демо   |
| 2006 | Again It's Over             | Сингл  |
| 2008 | A Pearl                     | Сингл  |
| 2008 | Songs For The Last View     | EP     |
| 2011 | Lips                        | EP     |

### Спеціальні видання
| Рік  | Назва                       | Примітка   |
| ---- | --------------------------- | ---------- |
| 2002 | The Fallen Years            | Компіляція |
| 2002 | La Naissance D'Un Rêve      | Ремастер   |
| 2003 | … And the Wings Embraced Us | Ремастер   |

## Відео
- «For Bad Times» (2002)
- «Ave End» (2004)
- «Amber Girl» (2004)
- «Again It's Over» (2006)
- «My Velvet Little Darkness» (2006)
- «A Pearl» (2008)
- «And God's Ocean» (2009)
- «The Letter» (2010)
- «Lips» (2011)
- «My Release In Pain» (2013)
- «Antiadore» (2014)
- «Hope Is Here» (2016)
- «Father Of Fate» (2019).